# Чорна Мілена Михайлівна
Мілена Михайлівна Чорна (Fröhlich) (нар. 24 лютого 1980, Вінниця) — український мистецтвознавець, фольклорист, журналіст. Член Вінницької обласної організації Національної спілки художників України з 2002 року. Експерт робочої групи з питань збереження культурної спадщини України при Європейській комісії (з 2023 року). Співзасновниця та голова ГО «Асоціація українських музеїв».Провідний аналітик з питань культурної спадщини Українського культурного фонду Міністерства культури та стратегічних комунікацій України.

## Біографія
Народилася 24 лютого 1980 року у місті Вінниці в родині народного художника України Михайла Чорного та мистецтвознавиці Зої Чорної (Фрьойліх).
2000 року закінчила факультет журналістики Київського міжнародного університету, 2006 року — аспірантуру факультет філології Київського національного університету імені Тараса Шевченка за спеціальністю «Фольклористика».
Учасниця обласних та республіканських виставок живопису. Працювала редактором відділу теорії, методики і практики образотворення часопису НСХУ «Образотворче мистецтво» (1999—2004), науковим співробітником Національного музею історії України та заступником генерального директора Національного музею історії України у Другій світовій війні. Меморіальний комплекс (2018—2023). Дослідниця української народної картини «Козак Мамай». Офіційний національний представник міжнародної музейної премії EMYA («Кращий європейський музей року») Європейського музейного форуму (2025). Член Ради міжнародної організації Європеана від України (2025). Працює у сфері арт-критики та займається музейною справою.

## Публікації
Автор понад 100 критичних статей з питань літератури, мистецтва, історії та фольклору. Нижче перелічені лише деякі з них:
- Французьке мистецтво в колекції обласного художнього музею // Камертон. — 10 листопада. — 1994.
- Мистецтво належить тим, хто його розуміє // Камертон-ікс. — № 17.— 1994.
- Скитського степу козацькії думки (ліризм героїчного епосу в творчості М. Дерегуса) // Образотворче мистецтво. — № 1. — 2000.
- Місце бою змінити не можна // Образотворче мистецтво.— № 2.— 2000.
- Збірка критичних статей «Метелик для Пігмаліона». — Львів: «Сполом», 2002.
- Символіка української народної картини «Козак-Мамай» // Артанія. — 2002. — С. 20—29.
- Бувають крила у художників… // Артинформ. — 2008.
- Батьківщина-мати з тризубом на щиті. Розповідаємо про автора, прототип та інші міфи. // Українська правда. — 25 серпня 2023.
- Переозначення «Батьківщини-матері»: ціна vs цінність. // Українська правда. — 23 серпня 2023.
- Створення музейних виставок. Серія перша: «Вчимося грати симфонії».// Лівий берег. — 27 червня 2023.
- Випробування Ягідним: тест на зрілість української музейної сфери. // Лівий берег. — 24 квітня 2023.
- «Музейний Оскар» — вперше в Україні. Випадковість чи закономірність? // Лівий берег. — 15 травня 2023.
- Changing roles of Ukrainian museums due to the war. // Network of European Museum Organisations. — 8 листопада 2024.
- The Ukrainian folk painting «Cossack Mamay» and Cossacks' spiritual practice. // Opera Slavica. 2015, vol. 25, iss. 2, pp. 59-70

## Інтерв'ю
- Elizabeth Grenier. Ukraine's museums plan their postwar future.//Deutsche Welle. — 06/11/2024. June 11, 2024.
- Eileen Kinsella. ‘People Are Willing to Give Their Lives’: We Spoke to Ukrainians Who Are Risking Everything to Safeguard Their Country's Art. // ArtNet. — July 15, 2022
- Eileen Kinsella. Winterizing Monuments, Digitizing Archives: How Ukraine Is Fighting to Preserve Its Cultural Heritage a Year Into the Russian Invasion.// ArtNet. — February 27, 2023
- Bill Whitaker. Ukraine accuses Russia of looting museums, destroying churches as part of heritage war. // CBS News. 60 minutes with Bill Whitaker. — Nov. 12, 2023.
- Ukrainian Crisis Media Center. How Ukrainian museums survived two years of war. — 23.05.2024
- Ukrainian Crisis Media Center. Does Russia steal art from Ukraine? Ukraine in Flames. — 14 лист. 2022

## Премії та нагороди
- 1994 — дипломант програми «Нові імена України».
- 1994 — 1995 —стипендіат Українського фонду культури.
- 1996 — ІІ премія Всеамериканського кінофестивалю «Film and Video Festival» (м. Детройт, Мічиган, США) за документальний фільм «Чому демократія?» про демократичні зміни в Україні наприкінці ХХ століття.
- 2004 — лауреат премії видавництва «Смолоскип» за збірку літературно-критичних статей «Вісімдесятники».[4]
- 2005 — І премія Національної академії наук України за серію досліджень у галузі літературознавства, мистецтвознавства та фольклористики.